# مسجد بجراكلي (بلغراد)
مسجد بجراكلي هو مسجد للمسلمين في مدينة بلغراد عاصمة صربيا، بني في عام 1575م خلال فترة حكم الدولة العثمانية، أثناء احتلال صربيا من قبل النمساويين (بين 1717 و1739)، تم تحويل المسجد إلى كنسية كاثوليكية، ولكن بعد أن استعاد العثمانيون بلغراد أعيد إلى وظيفته الأصلية. تضرر المسجد كثيرا نتيجة أعمال الشغب المناهضة للالبان منذ عام 2004.
مدينة بلغراد التي كانت تحتضن حوالي 270 مسجدًا لم يبق منها سوى مسجد بجراكلي. كما تم تدمير المساجد في مدن صربيا الكبرى في الحرب الأهلية.